# Café Gnosa

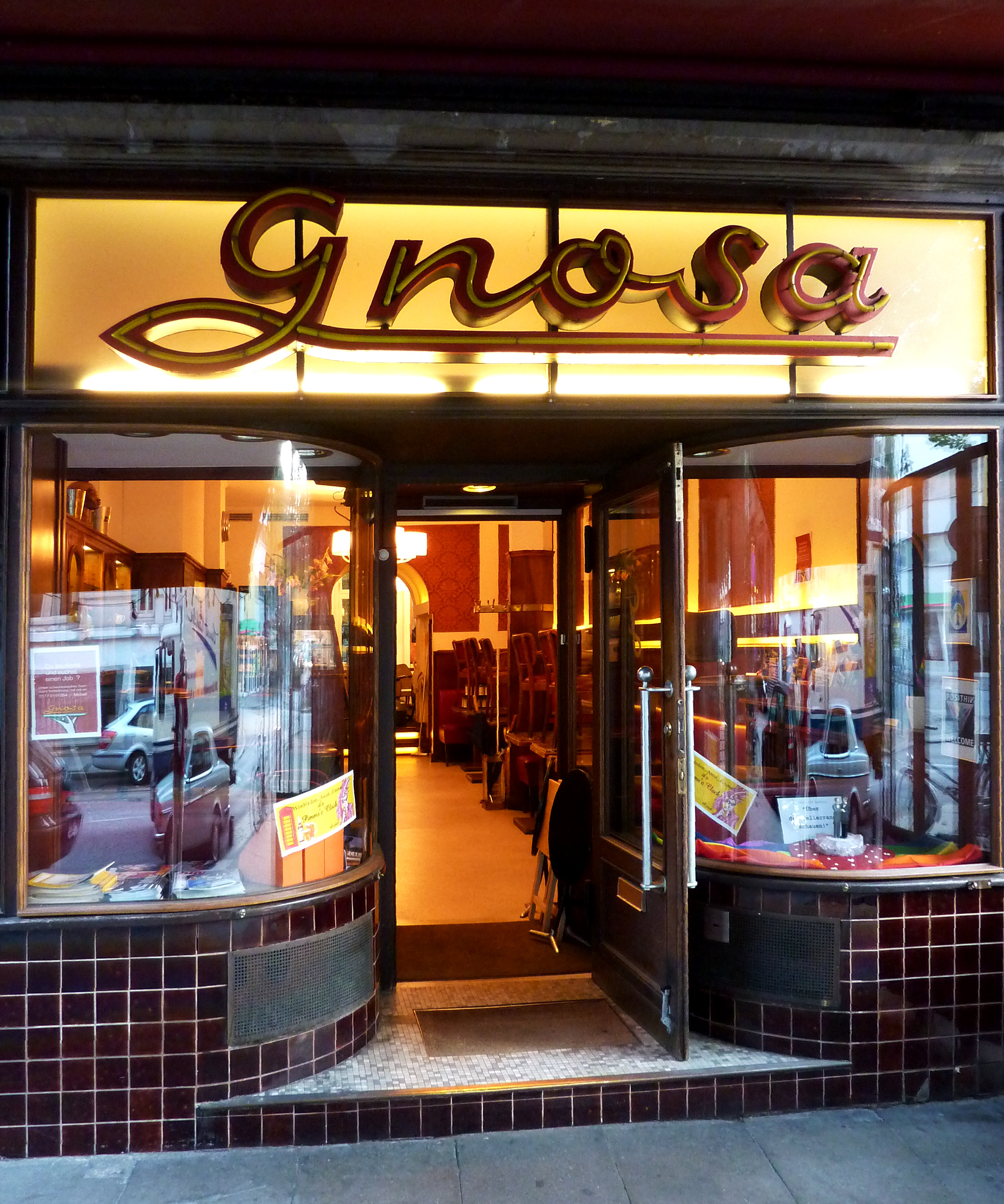
Café Gnosa

Das Café Gnosa in Hamburg-St. Georg ist ein Traditions-Caféhaus und seit den 1980er-Jahren ein mittlerweile überregional bekannter schwul-lesbischer Treffpunkt.

## Geschichte
Das Café mit hauseigener Konditorei in der denkmalgeschützten Langen Reihe 93 besteht seit etwa 1900. Elli und Gerhard Gnosa übernahmen es 1939, seither führt es ihren Namen. Entsprechend dem Zeitgeschmack war es dunkel eingerichtet, vor den bleiverglasten Fenstern hingen Vorhänge. Nach dem Zweiten Weltkrieg wurden zusätzlich kleine Speisen angeboten.
Mit dem Niedergang St. Georgs veränderte sich ab den 1950er-Jahren die Kundschaft des Cafés. Es entwickelte sich zu einem „Hausfrauenstrich“, an dem sich mittellose Frauen hauptsächlich Handelsvertretern anboten, um sich zu prostituieren.
Bis 1987 führte Elli Gnosa das Café, zuletzt mit ihrer Tochter als Konditorin. Mit dem Verkauf änderte sich das Aussehen des Cafés nur wenig, allerdings wurden die Fenster zur Langen Reihe hin freigemacht, die Vorhänge verschwanden. Zusätzlich gab es Außenbestuhlung. Neue Kundschaft wurde die schwul-lesbische Szene Hamburgs. Als wohl ältestes noch bestehende Caféhaus der Langen Reihe wird es mittlerweile in Reiseführern erwähnt. In seinen Räumen finden regelmäßig Ausstellungen statt, beispielsweise Wolfgang Tillmans’ erste Einzelausstellung 1988.